# Kurkumaz II
Kurkumaz II fou un membre de la nissaga dels banu Man que governaven al Xuf sota sobirania otomana. Hauria succeït el 1544 al seu pare Fakhr al-Din I i se'n desconeix la relació que tenia amb un personatge de la família amb el mateix nom (Kurkumaz I) que està testimoniat el 1517 i 1528).
El 1585 els otomans van envair els districtes drusos i Kurkumaz II va morir en la lluita contra aquestos deixant dos fills: Fakhr al-Din II (+1635) i Yunis. El primer fou la principal personalitat del Líban al segle xvii.